# Senecio hercynicus
Il  Senecione ercinicus (nome scientifico  Senecio hercynicus  Herborg, 1987) è una specie di pianta angiosperma dicotiledone della famiglia delle Asteraceae (sottofamiglia Asteroideae).

## Etimologia
Il nome generico (Senecio) deriva dal latino senex che significa “vecchio uomo” e fa riferimento al ciuffo di peli bianchi (pappo) che sormonta gli acheni, che ricorda la chioma di un vecchio.  L'epiteto specifico (hercynicus) deriva dalla Foresta Ercinia (latino: Hercynia Silva).
Il nome scientifico della specie è stato definito dal botanico J. Herborg nella pubblicazione " Variabilität u. Sippenabgrenz. Senecio nemorensis-Gruppe europ. Teil. (Diss. Bot. 107) 160" del 1987.

## Descrizione

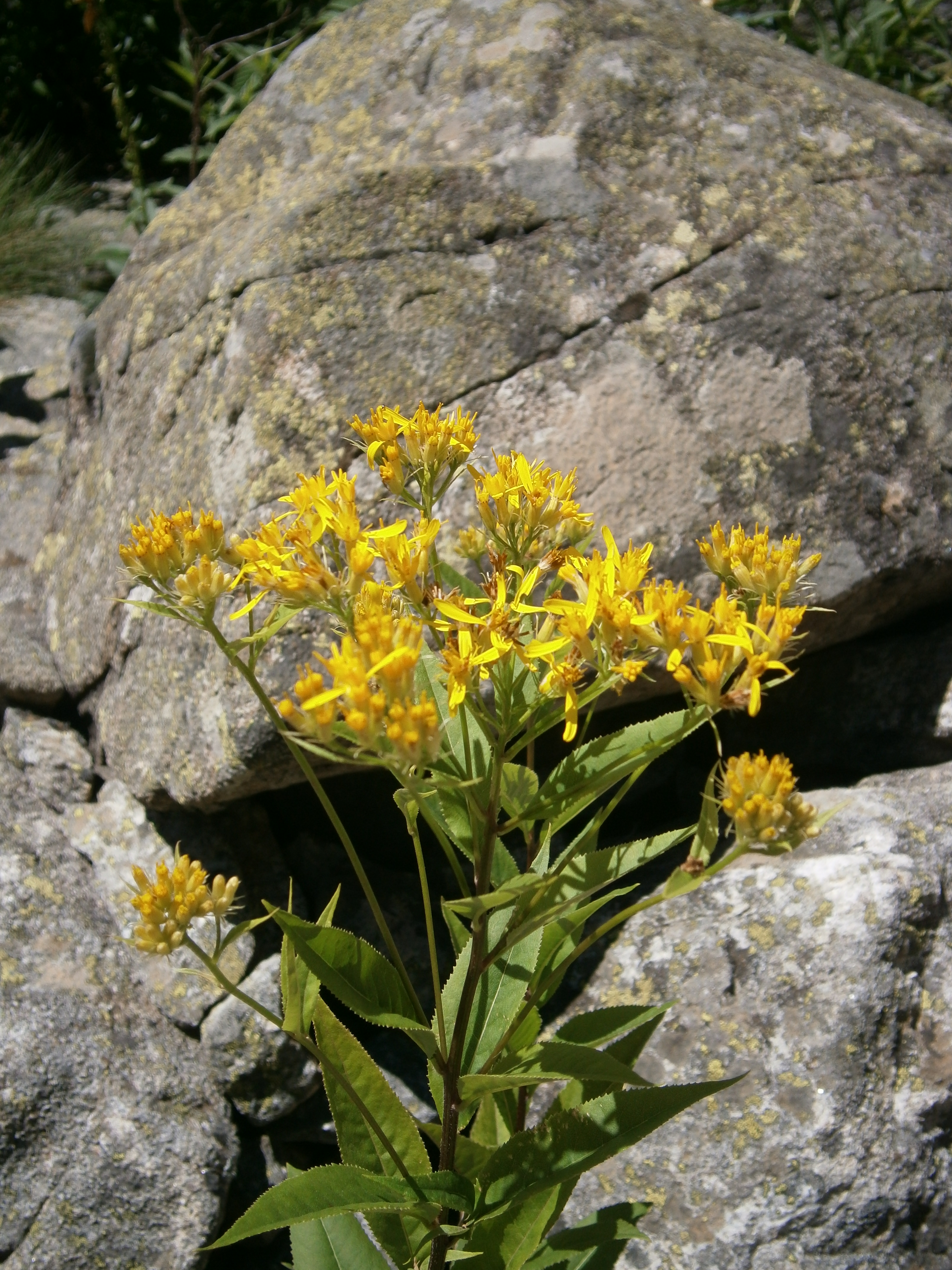
Il portamento

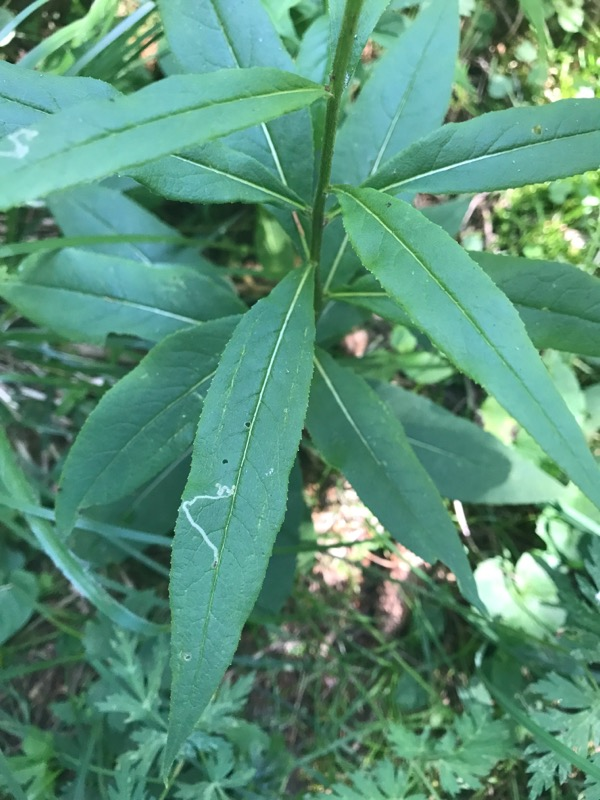
Le foglie

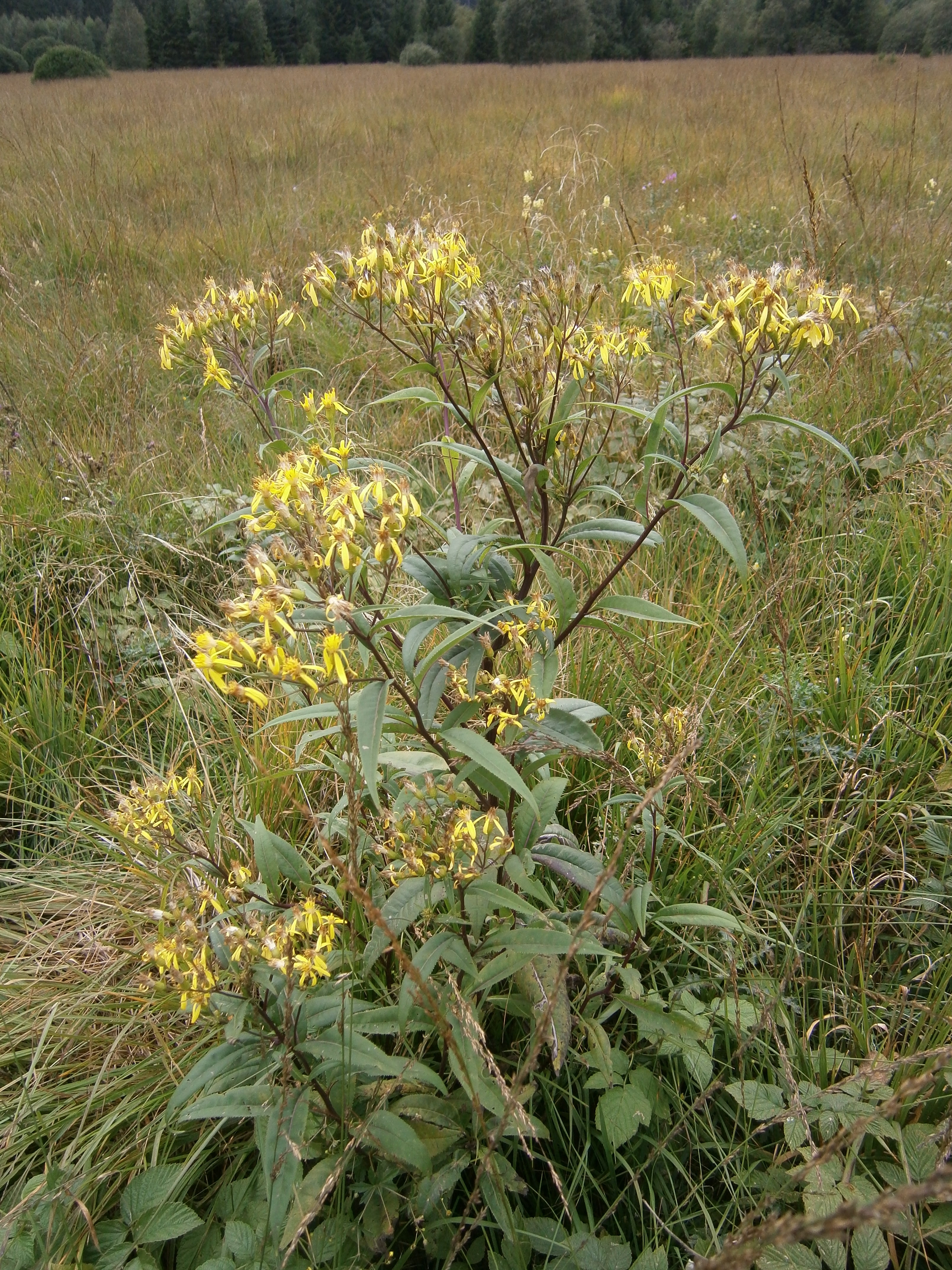
Infiorescenza

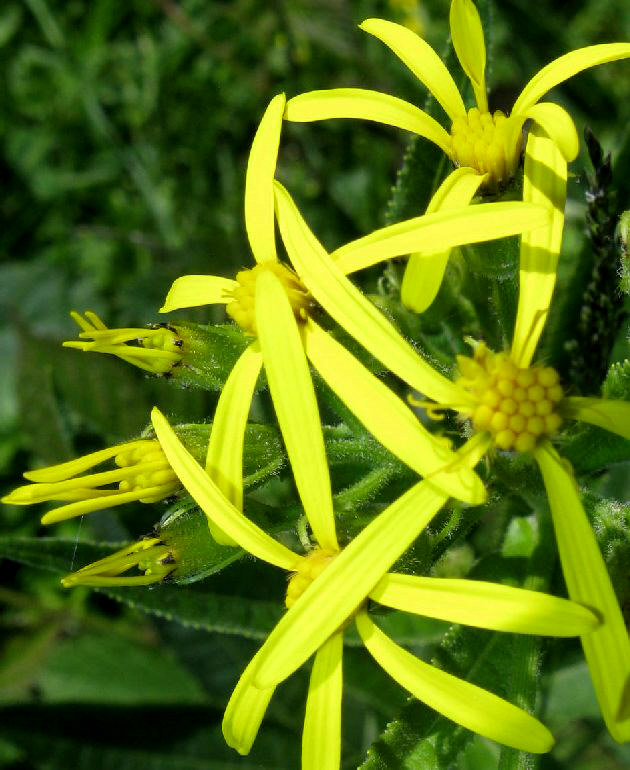
I fiori

Habitus. L'altezza di queste piante varia da 4 a 14 dm. La forma biologica è emicriptofita scaposa (H scap), ossia sono piante perenni, con gemme svernanti al livello del suolo e protette dalla lettiera o dalla neve, dotate di un asse fiorale eretto e spesso privo di foglie. Queste piante possiedono al loro interno delle sostanze chimiche quali i lattoni sesquiterpenici e gli alcaloidi pirrolizidinici.
Radici. Le radici in genere sono secondarie da rizoma e possono essere fibrose.
Fusto.
- Parte ipogea: la parte sotterranea è un rizoma.
- Parte epigea: la parte aerea del fusto è erbacea, eretta, striata e ramificata nella parte superiore. La parte basale del fusto può essere arrossata e glabra (mentre può essere pubescente in alto). La colorazione è glaucescente.

Foglie. Le foglie lungo il caule sono disposte in modo alterno con lamina a forma lanceolata da 3 a 5 volte più lunga che larga, con base acuminata e con bordi dentati e a sezione trasversale lievemente carenata. La consistenza della foglie è tenue; il colore è verde (più chiaro di sotto) e sono più o meno pubescenti (specialmente le superiori).
Infiorescenza. Le sinflorescenze sono composte da più capolini organizzati in formazioni corimbose ampie. Le infiorescenze vere e proprie sono formate da un capolino terminale peduncolato di tipo radiato. Alla base dell'involucro (la struttura principale del capolino) può essere presente un calice formato da 2 - 3 brattee fogliacee. I capolini sono formati da un involucro, con forme cilindriche, composto da diverse brattee, al cui interno un ricettacolo fa da base ai fiori di due tipi: quelli esterni del raggio e quelli più interni del disco. Le brattee, tutte uguali, sono disposte in modo embricato su una sola serie e possono essere connate alla base. Il ricettacolo è nudo (senza pagliette a protezione della base dei fiori); la forma è piatta e spesso è denticolato. Diametro del capolino: da 20 a 30 mm.
Fiori.  I fiori (quelli ligulati sono da 5 a 7) sono tetra-ciclici (formati cioè da 4 verticilli: calice – corolla – androceo – gineceo) e pentameri (calice e corolla formati da 5 elementi). Sono inoltre ermafroditi, più precisamente i fiori del raggio (quelli ligulati e zigomorfi) sono femminili; mentre quelli del disco centrale (tubulosi e actinomorfi) sono bisessuali.
- Formula fiorale:

*/x K {\displaystyle \infty }, [C (5), A (5)], G 2 (infero), achenio
- Calice: i sepali del calice sono ridotti ad una coroncina di squame.
- Corolla: nella parte inferiore i petali della corolla sono saldati insieme e formano un tubo. In particolare le corolle dei fiori del disco centrale (tubulosi) terminano con delle fauci dilatate a raggiera con cinque lobi. Nella corolla dei fiori periferici (ligulati) il tubo si trasforma in un prolungamento nastriforme (la ligula è 8 - 9 volte più lunga che larga), terminante più o meno con cinque dentelli (la parte terminale è ripiegata a doccia). Il colore delle corolle di norma è giallo chiaro.
- Androceo: gli stami sono 5 con dei filamenti liberi. La parte basale del collare dei filamenti può essere dilatata. Le antere invece sono saldate fra di loro e formano un manicotto che circonda lo stilo. Le antere normalmente sono senza coda ("ecaudate"). La struttura delle antere è di tipo tetrasporangiato, raramente sono bisporangiate. Il tessuto endoteciale è radiale o polarizzato. Il polline è tricolporato (tipo "helianthoid").[12]
- Gineceo: lo stilo è biforcato con due stigmi nella parte apicale. Le branche stilari sono sub-cilindriche, troncate e con un ciuffo di peli alla sommità. Le ramificazione (dello stilo) consistono in due linee stigmatiche marginali (i recettori del polline) separate. L'ovario è infero uniloculare formato da 2 carpelli.
- Antesi: da luglio a settembre.

Frutti. I frutti sono degli acheni con pappo. La forma degli acheni è più o meno affusolata. La superficie è percorsa da alcune coste longitudinali con ispessimenti marginali, e può essere glabra o talvolta pubescente. Non sempre il carpoforo è distinguibile. Il pappo, persistente o caduco, è formato da numerose setole snelle e bianche (lisce o barbate) tutte della stessa lunghezza; le setole possono inoltre essere connate alla base.

## Biologia
Impollinazione: l'impollinazione avviene tramite insetti (impollinazione entomogama tramite farfalle diurne e notturne).

Riproduzione: la fecondazione avviene fondamentalmente tramite l'impollinazione dei fiori (vedi sopra).

Dispersione: i semi (gli acheni) cadendo a terra sono successivamente dispersi soprattutto da insetti tipo formiche (disseminazione mirmecoria). In questo tipo di piante avviene anche un altro tipo di dispersione: zoocoria. Infatti gli uncini delle brattee dell'involucro (se presenti) si agganciano ai peli degli animali di passaggio disperdendo così anche su lunghe distanze i semi della pianta. Inoltre per merito del pappo il vento può trasportare i semi anche a distanza di alcuni chilometri (disseminazione anemocora).

## Distribuzione e habitat

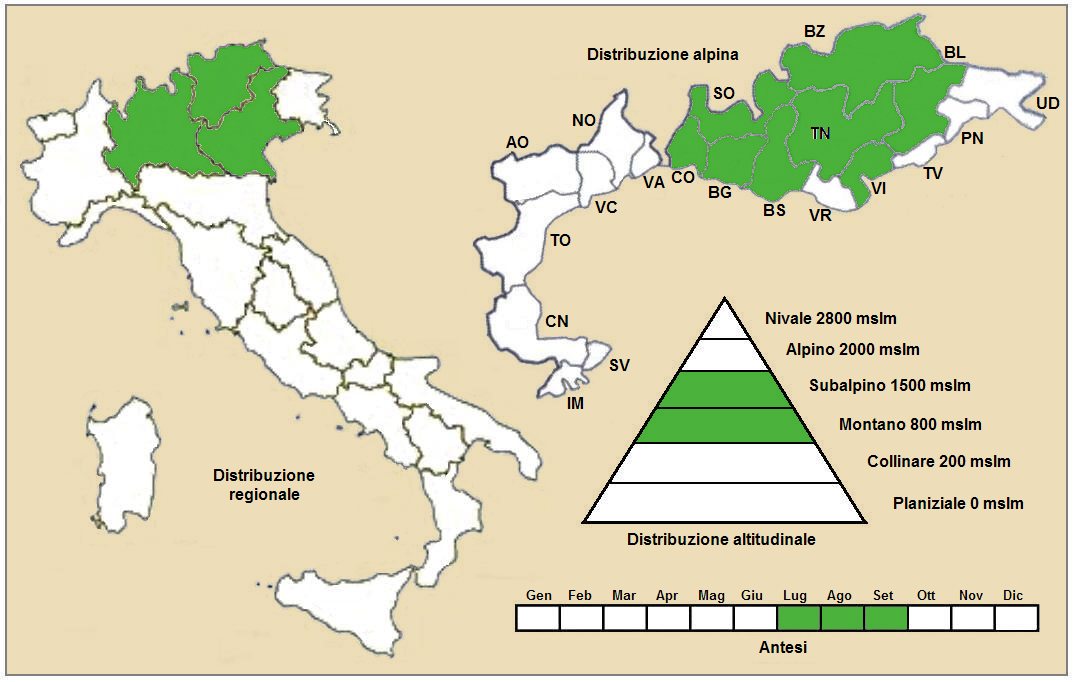
Distribuzione della pianta
(Distribuzione regionale – Distribuzione alpina)

Geoelemento: il tipo corologico (area di origine) è  Orofita - Europeo.
Distribuzione: in Italia questa pianta è molto rara e si trova nelle regioni centrali del nord e in Carnia (Cabia di Arta Terme). All'estero (nelle Alpi) si trova in Svizzera (cantoni Berna, Ticino e Grigioni) e in Austria. Sugli altri rilievi europei è presente nella Foresta Nera, Vosgi, Massiccio del Giura, Alpi Dinariche, Monti Balcani e Carpazi.
Habitat: l'habitat tipico del Senecio hercynicus sono le schiarite e le strade forestali, le zone incendiate, i margini erbacei dei boschi, le peccete, i lariceti, le abetine, le faggete e i betuleti. Il substrato preferito è sia calcareo che siliceo con pH neutro, alti valori nutrizionali del terreno che deve essere umido.
Distribuzione altitudinale: sui rilievi alpini, in Italia, queste piante si possono trovare a quote comprese tra 800 e 2.000 m s.l.m.; queste piante frequentano i seguenti piani vegetazionali: subalpino e montano.

## Fitosociologia: areale alpino
Dal punto di vista fitosociologico alpino la specie di questa scheda appartiene alla seguente comunità vegetale:
Formazione: delle comunità delle macro- e megaforbie terrestri
Classe: Mulgedio-Aconitetea
Ordine: Calamagrostietalia villosae

## Tassonomia
La famiglia di appartenenza di questa voce (Asteraceae o Compositae, nomen conservandum) probabilmente originaria del Sud America, è la più numerosa del mondo vegetale, comprende oltre 23.000 specie distribuite su 1.535 generi, oppure 22.750 specie e 1.530 generi secondo altre fonti (una delle checklist più aggiornata elenca fino a 1.679 generi). La famiglia attualmente (2021) è divisa in 16 sottofamiglie; la sottofamiglia Asteroideae è una di queste e rappresenta l'evoluzione più recente di tutta la famiglia.

### Filogenesi
Il genere di questa voce appartiene alla sottotribù Senecioninae della tribù Senecioneae (una delle 21 tribù della sottofamiglia Asteroideae). La struttura della sottotribù è molto complessa e articolata (è la più numerosa della tribù con oltre 1.200 specie distribuite su un centinaio di generi) e al suo interno sono raccolti molti sottogruppi caratteristici le cui analisi sono ancora da completare. Il genere di questa voce è il principale della sottotribù con quasi 1500 specie. Nell'ambito della filogenesi delle Senecioninae Senecio è polifiletico e molti sue specie sono attualmente "sparse" tra gli oltre 100 generi della sottotribù. Senecio s.str. è posizionato più o meno alla base della sottotribù  (è uno dei primi generi che si sono separati).
La specie di questa voce fa parte dell'"Aggregato di Senecio nemorensis". Questo gruppo è caratterizzato da cicli biologici perenni, da superfici con brevi ghiandole (subsessili), da radici fascicolate e stolonifere, da sinflorescenze con numerosi capolini e con calice basale dell'involucro (quello esterno) decisamente differenziato da quello interno (le brattee basali sono divergenti o patenti). Composizione dell'aggregato: Senecio nemorensis, Senecio hercynicus, Senecio ovatus e Senecio cacaliaster.
La specie  Senecio hercynicus è individuata dai seguenti caratteri specifici:
- le foglie medie e superiori sono simili;
- le foglie sono 3 - 5 volte più lunghe che larghe;
- l'involucro è dotato di 2 - 3 brattee supplementari esterne;
- i fiori ligulati sono 4 - 8 per capolino.

Il numero cromosomico della specie è 2n = 40.

### Variabilità
Per questa specie sono riconosciute 5 entità infraspecifiche:
- Senecio hercynicus subsp. dacicus (Hodálová & Marhold) Greuter, 2003 - Distribuzione: Romania
- Senecio hercynicus subsp. dalmaticus  (Griseb.) Greuter, 2003 - Distribuzione: Penisola Balcanica
- Senecio hercynicus subsp. durmitorensis  Herborg, 1987 - Distribuzione: ex Jugoslavia
- Senecio hercynicus subsp. hercynicus (è la stirpe principale presente in Italia)
- Senecio hercynicus subsp. ucranicus  (Hodálová) Greuter, 2003 - Distribuzione: Europa orientale.

Sono inoltre riconosciuti i seguenti ibridi:
- Senecio ×austriacus Herborg (1987) - Ibrido con Senecio cacaliaster Guss. ex DC.
- Senecio ×decipiens Herborg (1987) - Ibrido con Senecio ovatus MacMill.
- Senecio ×herborgii C. Jeffrey (1992) - Ibrido con Senecio ovatus

### Specie simili
La caratteristica più evidente della specie di questa voce è la scarsità dei ligulati del capolino. Altre specie di Senecio si presentano con questa caratteristica più o meno marcata come il Senecio sylvaticus (si differenzia per le foglie ridotte ad una lamina di 3 – 4 mm attorno alla nervatura centrale) o il Senecio vulgaris (anche questa specie si presenta con foglie fortemente lobate e strette). Le differenze morfologiche sono invece meno marcate tra le specie appartenenti all'"Aggregato di Senecio nemorensis":
- Senecio nemorensis subsp. jacquinianus: le foglie sono circa 3 volte più lunghe che larghe; i fiori ligulati sono da 4 a 8;
- Senecio ovatus: le foglie sono circa 5 volte più lunghe che larghe; i fiori ligulati sono da 4 a 8;
- Senecio cacaliaster: le foglie sono circa 5 volte più lunghe che larghe; i fiori ligulati sono da 0 a 3.

Le foglie del Senecio hercynicus sono da 3 a 5 volte più lunghe che larghe con una media di 5 - 7 fiori ligulati per capolino.